# Skeggi Einarsson
No confundir con Jarnskegge.
Skeggi Einarsson también Jarn-Skeggi (apodado barba de hierro, n. 976) fue un vikingo y bóndi de Þverá, Munkaþverá, Eyjafjarðarsýsla en Islandia Era hijo de Einar Eyjólfsson. Pertenecía al clan familiar de los Möðruvellingar. Es un personaje de la saga Ljósvetninga, saga Þórðar hreðu, y Víga-styrs saga ok Heiðarvíga. Se casó con Jórunn Hjaltadóttir (n. 987), hija de Hjalti Skeggiason, y de esa relación nacieron Guðrún Skeggadóttir (n. 1019) y Einar Skeggjason. 